# Szilágysomlyó magyar irodalmi és művelődési élete
Szilágysomlyó magyar irodalmi és művelődési élete – Szilágysomlyó a Szilágyság második legnagyobb városa; nevéhez a Báthoryak neve, iskoláinak gazdag történelmi múltja társul. „Az én szülőföldem, Szilágysomlyó – írta P. Szathmáry Károly – a természettől ritka szépséggel megáldott hely.” Fekvése miatt észak Brassójának is nevezik.

## A város korai művelődési viszonyai
Az 1797-ben, illetve 1889-ben itt talált híres régészeti leletek a 3–9. században e tájon élt gepida királyok gazdagságáról tanúskodnak. Első írásos említése 1251-ből való, középkori történelme összefonódik az itt 1351-ben feltűnt Báthori-család több évszázados múltjával, tőlük kapta a város 1577-ben első kiváltságait is. A család hírének máig is fennmaradt tárgyi bizonyítéka a várhegyi rom és a város középpontjában álló, romos várkastély; legkiemelkedőbb tagja az erdélyi fejedelmi trónról a lengyel királyi székig emelkedett Báthory István (itt, az 1532-ben késő gótikus stílusban épült plébániatemplomban keresztelték). A város a 16. századtól kezdve uradalmi, majd közigazgatási központ volt, Kraszna vármegye székhelye. Ide költözött 1671-ben a törvényszék, 1772-ben az ítélőtábla, 1719-től postaszolgálat működött a városban. 1660-ban tatár martalóccsapatok dúlták fel; 1848 decemberében itt vette át Bem tábornok Czetz János ezredestől az erdélyi hadsereg parancsnokságát, s indult el a tavaszi erdélyi hadjáratra.
Gazdasági fejlődése sohasem volt látványos, bár társadalmi berendezkedését a mezőgazdasággal és szőlőműveléssel foglalkozó törzslakosság mellett már a 18. századtól gyarapodó iparos- és kereskedőréteg s megyeszékhelyként tisztviselő-polgárság árnyalta. Lakosságának 1850-ben még közel 70%-a, 1910-ben 87,6%-a volt magyar, ez a szám az 1930-as évek elejére 52,3%-ra, mára alig 24,8%-ra csökkent. Ennek ellenére igyekszik őrizni önazonosság-tudatát, intenzíven ápolni hagyományait.

## A város művelődése 1989-ig

### Olvasókörök, egyletek, könyvtárak
Szilágysomlyó magyar irodalmi és művelődési életének 19. századi adatai eléggé bizonytalanok. Kaszinó Egylete valószínűleg még az 1870-es években alakult, s nem sokkal későbbi a Polgári Olvasókör és az Iparos Olvasó-Egyesület sem. Az Erdélyi Magyar Évkönyv azonban 1930-ban már egyik működéséről sem tudott adatokat szerezni. Mindháromnak volt saját könyvtára, ezek sorsa is ismeretlen az 1918-as főhatalom-változás után. A minorita rendház több mint 600 kötetes híres, 1735-ben létesült könyvtáráról csak annyit lehet tudni, hogy az első világháború végén „teljesen megsemmisült”. Átvészelte a változást a római katolikus leánygimnázium 1912-ben létrehozott tanári és ifjúsági könyvtára, ezek a második világháború végén pusztultak el.

### A helyi sajtó
A helyi sajtó történetére 1883-tól a második világháború végéig a folytonosság jellemző. Ekkor indult és 1944 júliusáig jelent meg a Nagy László alapította Szilágy-Somlyó c. társadalmi és politikai hetilap, amely mellett Az Igazság Tanúja címmel a Magyar Baptista Hitközség adott ki havi folyóiratot 1925-től 1947-ig. Történt kísérlet diáklap kiadására is (Szilágysomlyói Diák, 1918), az ezt folytató további próbálkozásokra azonban Szilágysomlyón közel egy fél évszázadig kell várni.

### A város nyomdaipara
A második világháború végéig és egy ideig még azután is fejlett nyomdaipar is volt a városban: a Bölöni Nyomda, amely 1883-ban létesült. A Szilágyságban számon tartott nyolc nyomda közül négy itt található: a Bölöni, később Lázár Nyomda mellett a magyar, héber és román nyelvű könyveket megjelentető Heimlich Nyomda, a magyar–héber Globus Nyomda és a magyar–román Victoria Nyomda. Ezek pusztulása már a zsidók 1944-es deportálása idején elkezdődött, s az 1948-as államosítással tetőződött be, aminek nyomán a város teljesen nyomda nélkül maradt. Ez is magyarázata annak, hogy az 1948–89 közötti évtizedekben mindössze egy rövid életű (Diákélet 1960) és egy rendszertelenül kiadott középiskolai diáklapról van tudomásunk (Condeie Sălăjene – Szilágysági Tollak 1969–80), az 1989-es változás után is csak háromról (az elméleti líceum 1991–93 között Garabonciás, majd 1993-tól Bökény címmel megjelent lapjáról, a Báthory István cserkészcsapat Őrszem c. lapjáról és a rövid életű Hírharang c. általános iskolai lapról). Helyi lap indításához az 1989-es változás teremtette új helyzet sem volt elegendő: ma a helyi irodalmi érdeklődésű tollforgatókat a zilahi (Szilágysági Szó, Hepehupa, Szilágyság) és a központi magyar nyelvű lapok vonzzák.
Nyomdái és az azokban készült magyar kiadványai révén jelentősebb volt – főképp a két világháború között – a város szellemi vonzása. Itt nyomtatták a Margittai Újságot, az Ifjú Erdélyt, a Rózsaeső című római katolikus hitbuzgalmi havi folyóiratot, s 1919–40 között 37 magyar nyelvű könyvet. Közülük legtöbb volt a református vallásos mű (Horváth Jenő, Imre Lajos, Kádár Géza, Kecskeméthy István, László Dezső, Sipos Géza kötetei, az 1929. évi Szilágysági református naptár), amelyek Kádár Géza zilahi lelkész közvetítésével kerültek somlyói nyomdába. Ugyanakkor itt jelentek meg több szilágysági szerző kötetei is: Szalacsi Rácz Imre több könyve (Ibolyák. 1924; Kurucok nagy napjai. 1925; A nagykorú. 1926), Jancsó Ilona elbeszélései (1925), Kádár István, Maksay Vince, Nikolajevics László, illetve Soltész Ferenc versei (Napsugár. 1925; Térjetek meg. 1926; Őszi álmok. 1928; Az édesanya. 1927), Jakab László regénye (Összetört életek. 1928) és egy általa összeállított antológia (Elbeszélések – régi szilágysági íróktól. 1938), Bölöny Bálint egy kötete (Régi nóták. 1930).

### A városba látogató írók, művészek
Szilágysomlyó magyar szellemi életét gazdagította a Trianon után hazaköltözött Benedek Elek és „fiai” 1928. május 10–19. közötti szilágysági körútja alkalmával a városban tartott irodalmi estje (Szentimrei Jenő, Nyirő József, Tamási Áron, Bartalis János és Kacsó Sándor olvastak fel műveikből, György Dénes szavalt, Ferenczy Zsizsi Bartók- és Kodály-dalokat énekelt). Itt élt egy ideig Radnóti Miklós féltestvére, Erdélyi Ágnes (1914–44) költő és újságíró, s maga Radnóti is járt itt szabadságos munkaszolgálatosként 1942-ben, amikor barátját, a kórházban sárgacsillagos orvosként dolgozó Kun Miklóst felkereste. Ekkor írt naplójában meleg szavakkal emlékezett „a nagy fekete hegy tövében”, „a szőlővel borított Magura alján” meghúzódó „városias kisváros”-ra.

### Dalárdák, kórusok
A városban gazdag hagyománya volt az éneklésnek. Az első, még alkalmi ipartestületi csoportok az 1900-as évek legelején alakultak, ezekből jött létre 1910-ben, Udvari József elnöklete alatt az első, 36 tagot számláló, alapszabályokra épített dalárda. Az első világháború veszteségei és az azt követő változások szükségessé tették újraszervezését (a korábbi dalkörnek mindössze 8–10 tagja maradt), s ez a dalárda 1922-ben már sikerrel szerepelt országos versenyeken. 1930-ban, fennállásának 20. évfordulóját megünnepelve, zászlót is szenteltek. Az 1920-as évek végén felekezeti kórusok is létrejöttek: a római katolikus egyház vegyeskara Kozma M. Barbara nővér, a református férfikórus Kelemen Pál vezetésével. A második világháború után mindezek működése megszűnt, ellenben létrejött a kisipari termelőszövetkezetek kórusa (1949–51) és a tanügyiek dalárdája (1949), mindkettő Orsós Zoltán karnagy vezetésével. Ezekből indult el két kiváló kolozsvári operaénekes (Veress László és Veress Zoltán) pályája.
1948 után a magyar nyelvű éneklés az iskolákba szorult vissza (az akkori iskolai énekkarok karnagyai Kicsid Mária és Barkász Bálint). Jelentős szerepe volt a város zenei életében Kozma (Sinzinger) M. Barbara ferences nővérnek, aki zenetanárként kórusokat szervezett, zeneiskolát alapított, meghonosította a kamaraéneklést, és többekben felkeltette a komolyzene iránti érdeklődést. Az ő indíttatásának volt szerepe a New Yorkban énekessé vált Láng Endre, a Marosvásárhelyen működött Birtalan József zeneszerző-karnagy és Boros Lajos karnagy pályáján. Ugyancsak az ő nevéhez fűződik a város kultúrházának megépítése is.

### A szilágysomlyói színházi élet
A színművészet iránti érdeklődés a városban még a reformkorra nyúlik vissza. Az első ismert, legrégebbi szilágysomlyói színlap 1833-ból való és Pozsonyi Alajos társulatának itteni szerepléséhez fűződik. P. Szathmári Károly (1831–91), gyermekkorára visszaemlékezve szintén említést tesz arról, hogy „voltak néha színészek is, akik Kovács László csűrében, nyáron a várrom udvarán játszottak”. Rendszeresen visszatért a városba később is nem egy társulat, így a közönség 1884-ben már tapsolhatott a Bánk bán, 1887-ben az Ármány és szerelem és Az ember tragédiája, 1903-ban az Makszim Gorkij Éjjeli menedékhely előadásain. 1893-ban Zoltán Gyula társulatával gazdag klasszikus műsort hozott a városba: az Othellót, a Hamletet, a Bánk bánt mutatta be, ez utóbbiban Ecsedi Kovács Gyula alakította a címszerepet. A két világháború között megritkultak a városba látogató társulatok, csak 1940–44 között változott a helyzet, ekkor Jódy Károly, majd Szabó Hangya Márton társulatai játszottak itt évente többször is. A hirtelen támadt bőségnek a háborús események vetettek véget. 1945 júniusában még megfordult a városban Buda Dénes társulata (ekkor mutatták be a Marica grófnőt, a Mágnás Miskát, a János vitézt), a következő évtizedekben azonban alig játszott színtársulat a Magura alatt.
Akárcsak a dal, a műkedvelő színjátszás iránt is nagy érdeklődés mutatkozott Szilágysomlyón. Az Országos Széchényi Könyvtár (OSZK) színlapgyűjteményében az első világháború végéig 150 helyi műkedvelő előadás színlapja található; később ez az érdeklődés az 1950-es évek elején lobbant fel ismét, amikor lelkes műkedvelők előadásában színre került a Gül Baba című operett, A szabin nők elrablása, a Bűvös szék (a szereplők: Acsádi Elek, Boros Aladár, Cserne Sándor, Hauler János, a Mártonfi házaspár, Miklósi Ida, Motz Ilona, Orsós Zoltán, Pollach László, Surányi József, Szarvadi Imre). Utána azonban csak agitációs brigádműsorokat engedélyeztek, ami a lelkes együttes széthullásához vezetett.

### Irodalmi rendezvények
A színielőadások helyét később a (rövid életű) Ady Endre Irodalmi Kör rendezvényei vették át, ezeken kolozsvári előadóművészek (Balogh Éva, Bereczky Júlia) is felléptek. Az 1960-as évektől az iskolák falai közé kényszerült Szilágysomlyó magyar művelődési élete. Ekkor értékelődött fel a Simion Bărnuţiu Elméleti Líceum magyar irodalmi körének szerepe, amelynek meghívására ismert írók és költők (Bartalis János, Hornyák József, Kányádi Sándor, Király László, Köntös-Szabó Zoltán, Létay Lajos, Marosi Péter, Szabó Gyula, Szilágyi István), előadóművészek (Banner Zoltán, Varga Vilmos) látogattak el a városba. Az irodalmi kör tagjainak műkedvelői, Papp Béla magyartanár irányításával, irodalmi összeállításokat is színre vittek, 1973-ban Petőfi Sándor születésének 150. évfordulója, 1977-ben Ady Endre születésének centenáriuma alkalmából. Ezeket a műsorokat a környező falvakban (Szilágybagos, Kárásztelek, Kémer, Nagyfalu, Sarmaság, Szilágyzovány) is bemutatták. Az 1970-es évek végén gyakran látogatott el a városba a nagyváradi Állami Színház magyar tagozata, sőt felnőtt- és diákbérletes előadásokat is tartottak. Ritkábban a kolozsvári és a szatmárnémeti színház is eljött egy-egy darabbal.

### Képzőművészeti élet
A Magura alatti táj a képzőművészekre is hatással volt. Innen indult a Los Angelesben élő Fodor Levente festőművész, Mózes-Finta Edit grafikus-, festő- és fotóművész, Szász Dórián festőművész, szilágysomlyói kötődésű a Pápán élő Katona György, akinek képein leginkább megelevenedik a város régi hangulata. Szilágysomlyón számos műkedvelő képzőművész is él: Mircea Breban jogász, Hajdu Attila fogorvos, Sallay Károly tanár, Vida János fotóművész. Az 1989-es változás után a közönség érdeklődését a Báthory-napok rendezvényei keretében helyet kapó kiállítások (Vasarely, Györkös Mányi Albert naiv művész, Balázs Péter, Kusztos Endre és mások munkái) is igyekeznek kielégíteni.

### Szilágysomlyó néhány jeles szülötte
A város sok neves embert is számon tart szülöttei között. Csak a Báthoryak öt fejedelmet adtak Erdélynek, de itt született P. Szathmáry Károly író, Gáspár Ferenc (1861–1923), Bölöni György, Ady barátja és életrajzírója, (1882–1959), Mártonfi Lajos geológus, természettudós (1857–1908), Berényi Ádám, a kolozsvári egyetem közgazdaságtan tanára (1922–1993), Nyiszli Miklós (1901–56), az auschwitzi borzalmak orvos-írója. Itt játszódik Mester Zsolt gyermekkori élményekre alapozó Koppantó c. regénye (1979).

## 1989 után
Az 1989-es romániai forradalom után új lehetőségek nyíltak Szilágysomlyó magyar művelődési életének megszervezésére. Megalakult az RMDSZ helyi szervezete (elnökei Joikits Attila, Acsádi Elek, majd Gáspár György), 1992-ben a Báthory István Alapítvány (elnöke Balogh Sándor, majd Széman Péter), újraindult az EME területi fiókja, amelynek keretében ismert kutatók (Benkő Samu, Csetri Elek, Ferenczi István, Imreh István) előadásaira került sor (elnöke Joikits Attila); a Szilágy megyei EMKE székházat szerzett, benne nyelvtanfolyamokat, író-olvasó-találkozókat szervezett (egy ideig Simonfy Irén irányítása alatt), 2002-ben szerepét átveszi az EMKE Szilágysomlyó és környéke néven megalakult helyi csoport (Bálint Enikő, majd Széman Rózsa),  megalakult a magyar pedagógusok szövetségének helyi szervezete (elnöke Erdei János). A Báthory Alapítvány 1998-ban szintén létrehozta könyvtárát, amely ma több ezer kötettel áll az olvasók rendelkezésére. Testvérvárosi kapcsolat jött létre Nyírbátorral és Szarvassal, ami szintén hozzájárult a kulturális kínálat bővüléséhez.
Az EME 1996. október 24–26. között itt szervezte meg vándorgyűlését; Orvostudományi és Gyógyszerészeti Szakosztályának XI. Tudományos Ülésszakát 2001. április 19–21-én, a helyi EME fiók szervezte Zilah és Szilágysomlyó helyszínekkel. A Magyar Egészségügyi Társasággal karöltve évente orvostovábbképzést szerveznek.
1999-ben a Báthory Alapítvány keretein belül, a megye első játszóházas csoportjaként, megalakult a Játékkuckó nevű ifjúsági csoport (Széman Rózsa vezetésével, segítő szervezők: Bara Jusztina, Márton Gabriella, Szodorai Melinda, Széles Judit, Sarkadi Anna, Nagy Irma). Hetente tartott tevékenységeit a hagyományőrzés, a népi és egyházi ünnepkörök köré csoportosítja. Belőle nőtte ki magát 2006-ban a Szederinda nevű gyermek citeracsoport (szakmai irányító, oktató Gáspár Attila, csoportvezető Széman Rózsa) .
1993 óta rendszeresen megszervezi a város magyarsága a Báthory-napokat, ahol tudományos előadásokra, kulturális és zenei műsorokra, hangversenyekre, könyvbemutatókra, képzőművészeti kiállításokra kerül sor. 1993-ban, Báthory István születésének 460. évfordulóján, 1995-ben Mártonfi István érdemes orvos születésének centenáriumán emléktáblát avattak. 2000-ben millenniumi emléktábla elhelyezésére, 2001-ben Báthory István mellszobrának felavatására került sor (Lőrincz Lehel kolozsvári szobrász alkotása, dr. Surányi József adományából). Minden évben a Báthory-napokon kerül sor a Szilágysági Magyarok díszoklevelének kiosztására.
Szilágysomlyó első okleveles említésének 750. évfordulójára 2001-ben, Hajdu Attila szerkesztésében Emlékkönyv jelent meg, benne történészek (Nagy Mihály, Joikits Attila, Fodor László) tanulmányaival, képzőművészek, fotóművészek gazdag képanyagával, tükrözve nem csak a múltat, hanem az 1989-es változást követően a Magura alatt újraéledt magyar szellemi életet.
2015-ben a helyi EMKE kereteiben megalakult a Játékakadémia felnőtteknek elnevezésű, felnőtt amatőr színjátszó csoport tíz taggal, Pocsveiler Ilona rendező-irányító vezetésével.